# Медаль принца-регента Луитпольда

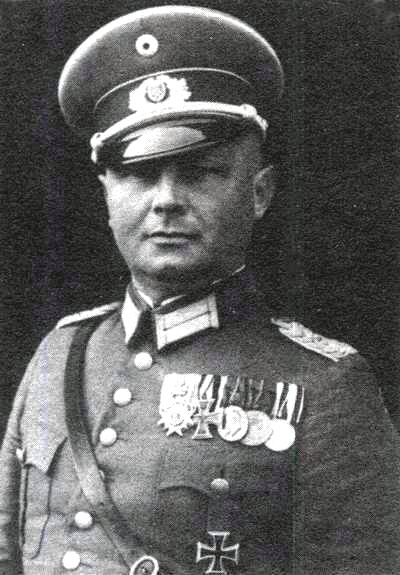
Майор рейхсвера Баптист Книсс (1930). На левой стороне груди заметна медаль принца-регента Луитпольда (третья слева).

Медаль принца-регента Луитпольда (нем. Prinzregent Luitpold-Medaille) — награда Баварии, основанная 30 июня 1905 года принцем-регентом Луитпольдом Баварским как памятная медаль и награда за заслуги.

## Описание
Овальная медаль, на аверсе изображен профиль основателя награды и его имя LUITPOLD PRINZ-REGENT VON BAYERN, на реверсе — герб Баварии с лозунгом IN TREUE FEST (Несокрушимый в верности) и год основания медали 1905.
Существовали 2 степени медали — золотая и серебряная. Золотая медаль носилась на шейной ленте, серебряная — на левой стороне груди. Лента медали ярко-красная, для военных — с зелёными краями.
По случаю своего 90-летия принц Луитпольд основал дополнение к медали — корону, которая крепилась между кольцом и медалью.

## Известные награждённые
- Карл Хаусхофер
- Эдуард Дитль
- Фридрих Долльман — награждён медалью (12 марта 1905) и короной (24 октября 1909).
- Эмиль Лееб
- Вильгельм Конрад Рентген
- Эрнст Рём
- Вильгельм Фармбахер — награждён золотой медалью.
- Фердинанд фон Цеппелин